# 內政部警政署空中警察隊
內政部警政署空中警察隊（簡稱空警隊），是中華民國內政部警政署下屬的警用航空單位，成立於1979年5月，成立宗旨為巡防救災，並由空中追擊歹徒，有效打擊犯罪。2005年11月，併入新成立的內政部空中勤務總隊。

## 沿革
- 1977年，時任內政部警政署署長孔令晟為達成警察現代化構想，推動「高瞻工作計畫」籌建空中警察隊。
- 1979年5月9日，內政部警政署成立空中警察隊，並遴選優秀警員編成「龍翔特勤小組」，飛行及修護人員則由中華民國國軍飛行部隊退伍後依法任用。

- 空警隊成立之初，引進5架hughes 300型（英语：Hughes TH-55 Osage）與2架hughes 500型直升機，隊本部設於臺北松山機場，並於高雄小港機場設置第一分隊（高雄分隊），後來陸續購入12架法國製AS365海豚直升機，並於臺中水湳機場設立第二分隊（臺中分隊）。
- 1999年12月7日，第二分隊新建大樓落成啟用。
- 2004年3月10日，內政部成立空中勤務總隊籌備處，隊長孫錦生出任籌備處主任祕書。

- 2005年11月9日，空中警察隊併入新成立的內政部空中勤務總隊，原駐臺北松山機場的隊本部改稱為「空勤總隊1隊」，臺中水湳機場的第二分隊改稱為「空勤總隊4隊」，高雄小港機場的第一分隊改稱為「空勤總隊8隊」。
- 2018年12月31日，內政部警政署龍翔特勤小組於空勤總隊三大隊第二隊（高雄隊）除役，人員歸建各地警防單位，其任務由內政部消防署特種搜救隊接替。

## 組織編制[1]

### 隊本部
- 隊長1人（警正或薦任，兼飛行）
  - 警職副隊長1人（警正，襄助警務）
  - 文職副隊長1人（薦任，襄助航務、機務兼飛行）
  - 組長3人：警務組組長（警正，兼主任）、航務組組長（薦任，兼飛行）、機務組組長（薦任，兼空勤修護）
    - 督察員1人（警正或警佐）
    - 組員2人（警正或警佐）
    - 飛行員9人（委任或薦任）
    - 技士3人（委任或薦任，2人辦理空勤修護工作、1人辦理地勤修護工作）
    - 技佐2人（委任）
    - 修護員19人（委任，6人辦理空勤修護工作，13人辦理地勤修護工作）
    - 人事管理員1人（委任至薦任）
    - 會計員1人（委任至薦任）
    - 辦事員1人（委任）

業務單位
- 警務組
- 航務組
- 機務組
- 勤務指揮中心（主任由警務組組長兼任）

### 分隊
設置第一分隊、第二分隊，分置適當地區擔任支援勤務。
- 分隊長2人（薦任，兼飛行）
  - 警務員2人（警正或警佐）
  - 飛行員20人（委任或薦任，內2人兼辦航務）
  - 技佐2人（委任，辦理地勤修護工作）
  - 修護員22人（委任，8人辦理空勤修護工作，14人辦理地勤修護工作）
  - 辦事員5人（委任）

## 機隊
- AP001 Hughes 369D  失事損毀
- AP002 Hughes 369D  失事損毀
- AP011 Hughes 269C  已除役，目前保存於空勤總隊四隊水湳隊部
- AP012 Hughes 269C  已除役，目前為大榮中學教具
- AP013 Hughes 269C  已除役，目前為逢甲大學航空系教具
- AP014 Hughes 269C  已除役，目前為成功大學航太系教具
- AP015 Hughes 269C  失事損毀
- AP016 AS365N1 空勤總隊NA-101 (曾在電影《城市獵人》出現)
- AP017 AS365N1 空勤總隊NA-102
- AP018 AS365N2  失事損毀
- AP019 AS365N2  失事損毀
- AP020 AS365N2  失事損毀
- AP021 AS365N2  空勤總隊NA-104
- AP022 AS365N2 空勤總隊NA-105
- AP023 AS365N3 空勤總隊NA-106
- AP024 AS365N3 空勤總隊NA-107
- AP025 AS365N3 空勤總隊NA-108
- AP026 AS365N3 空勤總隊NA-109
- AP027 AS365N3 空勤總隊NA-110